# Paulo Pezzolano
Paulo Pezzolano, vollständiger Name Paulo César Pezzolano Suárez, (* 25. April 1983 in Montevideo) ist ein uruguayischer Fußballtrainer und ehemaliger Fußballspieler.

## Karriere

### Als Spieler
Der 1,87 Meter große Mittelfeldakteur „Papa“ Pezzolano stand zu Beginn seiner Karriere in den Jahren 2001 bis einschließlich 2005 in Reihen des Club Atlético Rentistas. Dort absolvierte er in den Spielzeiten 2004 bis 2005/06 insgesamt 49 Spiele in der Primera División und erzielte 16 Treffer (2004: 32 Spiele/10 Tore; 2005: 15/5; 2005/06: 2/1). Im ersten Halbjahr 2006 war er auf Leihbasis beim brasilianischen Klub Athletico Paranaense aktiv. Mitte 2006 schloss er sich dann für die Saison 2006/07 Defensor Sporting an und lief bei den Montevideanern in 21 Erstligabegegnungen auf. Dabei traf er fünfmal ins gegnerische Tor. In der Apertura 2007 folgte eine Karrierestation beim Club Atlético Peñarol. Für die „Aurinegros“ lief er in zwölf Partien der höchsten uruguayischen Spielklasse auf. 
Zur Clausura 2009 wechselte er innerhalb Montevideos zu Liverpool Montevideo. In der Rückrunde kam e in 14 Erstligaspielen zum Einsatz und traf zwölfmal. Für die Spielzeit 2008/09 weist die Statistik für ihn acht Tore bei 25 Einsätzen in der Primera División auf. Zudem stehen zwei absolvierte Begegnungen (kein Tor) der Copa Sudamericana 2009 für ihn zu Buche. Anfang September 2009 wurde er an den spanischen Erstligisten RCD Mallorca ausgeliehen, für den er in der Saison 2009/10 zwölfmal (kein Tor) in der spanischen Primera División und fünfmal (kein Tor) in der Copa del Rey auflief. Mitte Dezember 2010 verließ er die Spanier und wechselte sodann Anfang Januar 2011 nach China zu Hangzhou Nabel Greentown. Bei den Chinesen kam er in 24 Ligaspielen zum Einsatz und schoss sechs Tore. Im ersten Halbjahr 2012 folgte ein Engagement bei Necaxa. Für den mexikanischen Verein bestritt er zwölf Ligabegegnungen und erzielte einen Treffer. Mitte 2012 kehrte er zu Liverpool Montevideo zurück. Dort wirkte er in den folgenden Spielzeiten in insgesamt 84 Ligaspielen mit. Dabei traf er 21-mal ins gegnerische Tor (2012/13 (I): 19/8; 2013/14 (I): 30/8; 2014/15 (II): 24/5; 2015/16 (I): 11/0). Auch vier Einsätze und ein Tor in der Copa Sudamericana 2012 stehen für ihn zu Buche. Seit Mitte Januar 2016 setzt er seine Karriere beim Montevideo City Torque in der Segunda División fort. In der Clausura 2016 wurde er in 14 Zweitligaspielen eingesetzt und schoss acht Tore.

### Als Trainer
Seit Ende November 2016 wurde Pezzolano Trainer des Profiteams von Montevideo City Torque. In der Saison 2017 konnte er den Klub zur Meisterschaft in der Segunda División und somit zum Aufstieg in die höchste Spielklasse führen. Zur Saison 2018 wurde Pezzolano als Cheftrainer vom uruguayischen Erstligisten Liverpool Montevideo verpflichtet.
Im November 2019 gab der CF Pachuca aus Mexiko die Verpflichtung von Pezzolano bekannt.
Anfang Januar übernahm Pezzolano den Trainerposten von Vanderlei Luxemburgo bei Cruzeiro Belo Horizonte dessen Vertrag durch das Management um den neuen Eigentümer Ronaldo nicht verlängert wurde. Im November des Jahres konnte er mit dem Klub die Meisterschaft in der Campeonato Brasileiro Série B 2022 feiern. Den Rückkehr in die Série A zur Saison 2023 machte Pezzolano allerdings nicht mehr mit. Nach dem Ausscheiden gegen América Mineiro im Halbfinale der Staatsmeisterschaft von Minas Gerais 2023, wurde er am 19. März entlassen. Gemäß seiner eigenen Aussage, hatte er selbst die Entscheidung zu seinem Ausscheiden bereits im Dezember nach dem Gewinn der Série B getroffen. Sein Nachfolger Pepa wurde bereits am folgenden Tag bekannt gegeben.
Am 4. April 2023 wurde Pezzolano als neuer Trainer des abstiegsbedrohten spanischen Erstligisten Real Valladolid vorgestellt. Der Klub gehört mehrheitlich, wie auch Cruzeiro, dem ehemaligen brasilianischem Fußballnationalspieler Ronaldo. Nach einer 0:5-Niederlage Atlético Madrid wurde er, auf dem letzten Tabellenplatz stehend, zum 1. Dezember 2024 entlassen.
Einen neuen Arbeitgeber fand Pezzolano am 13. Mai 2025, als er vom englischen Zweitligisten FC Watford als neuer Trainer für die bevorstehende Saison 2025/26 vorgestellt wurde.

## Erfolge

### Als Spieler
Rentistas
- Segunda División Clausura: 2003

Liverpool
- Segunda División: 2014/15

### Als Trainer
Torque
- Segunda División: 2017

Liverpool
- Torneo Intermedio: 2019

Cruzeiro
- Série B: 2022